# Bring the Light
«Bring the Light» es una canción y lanzamiento debut de la banda británica de rock Beady Eye, el cual fue lanzado el 10 de noviembre de 2010 como descarga digital y el 22 de noviembre como edición limitada en vinilo de 7". Aparece en el primer disco de la banda: Different Gear, Still Speeding.Esta canción es compuesta por Liam Gallagher, principal compositor

## Lista de canciones
| N.º | Título                                        | Escritor(es)                          | Duración |  |
| 1.  | «Bring the Light»                             | Liam Gallagher, Gem Archer, Andy Bell | 3:43     |  |
| 2.  | «Sons of the Stage» (cover de World of Twist) | Gordon King, Tony Ogden               | 4:46     |  |

## Video musical
El vídeo oficial fue lanzado el 16 de noviembre de 2010. Este estuvo dirigido por Charlie Lightening y contó con la presencia de la banda completa, así como los miembros para actuaciones en vivo Jeff Wootton y Matt Jones.

## Posición en las listas
| Lista (2010)               | Posición |
| -------------------------- | -------- |
| UK Rock Chart              | 1        |
| UK Singles Chart           | 5        |
| Belgic (Ultratip Flanders) | 32       |
| UK Singles (OCC)           | 61       |